# 美馬儀一郎
美馬 儀一郎（みま ぎいちろう、1911年（明治44年）11月14日 - 2009年（平成21年）4月6日）は、日本の銀行家。阿波銀行頭取、徳島商工会議所会頭。高松高等商業学校卒業。徳島県徳島市出身。旧名・勤一。

## 経歴
徳島市の豪商・美馬家に生まれる。父は祖父美馬儀一郎の養子・美馬弘美、母は祖父の二女・久で、その長男。父が離縁となり、祖父の死後、1939年8月に家督を相続した。
- 1933年 - 高松高等商業学校卒業。
- 1939年 - 阿波商業銀行取締役就任。
- 1940年 - 阿波商業銀行取締役頭取就任。
- 1949年 - 阿波商業銀行取締役会長就任。
- 1953年 - 阿波商業銀行退任。
- 1954年 - 美馬儀一郎商店代表取締役就任。
- 1988年 - 美馬儀一郎商店解散。
- 2009年 - 死去[3]。